# 熱微菌門
熱微菌門(Thermomicrobia)是一類綠非硫細菌。正如名字所說，是一類嗜熱菌。一些學者認爲熱微菌不構成單獨的一個門，而應該併入另一類綠非硫細菌——綠彎菌門(Chloroflexi)。